# Jacky Nardin
Jacques "Jacky" Nardin (né le 12 septembre 1949 à Héricourt, Haute-Saône - mort le 5 février 2008 à Montbéliard) était un footballeur professionnel français, évoluant au poste de gardien de but. Après sa carrière de joueur, il intègre l'encadrement de l'équipe du FC Sochaux, où il devient l'entraîneur des gardiens. Un fidèle parmi les fidèles au club, il forme une centaine de gardiens …

## Biographie
Joueur à Héricourt et sélectionné en équipe cadet de Franche Comté, Jacky Nardin rejoint le FCSM très jeune malgré les propositions de plusieurs autres clubs pros. Il restera toute sa vie lié à Sochaux. En 1968, il débute en première division à l'âge de dix-neuf ans après avoir évolué avec l'équipe de France junior et atteint une demi-finale de Coupe Gambardella avec le FCSM. 
Doublure idéale des grands gardiens qui se succèdent à Sochaux, il dispute une douzaine de matches parmi l'élite. Sa carrière de joueur terminée, il devient naturellement éducateur et entraîneur des gardiens au club. C'est lui qui forme les grands gardiens sochalien, tels que Gilles Rousset, Stéphane Ferrand, Stéphane Cassard ou récemment Alexandre Martinovic et Matthieu Dreyer. Il devient ainsi l'un des entraîneurs de gardiens les plus réputés en France[réf. nécessaire]. 
À la fin de sa vie, Jacky Nardin doit céder sa place auprès du groupe professionnel à Aziz Bouras en raison de sa maladie, mais garde un œil appliqué et avisé sur tous les gardiens présents au centre de formation de Seloncourt. 
Jacky Nardin décède le mardi 5 février 2008 à 58 ans des suites d'une longue maladie. Son décès est très largement commémoré à Sochaux car il incarnait pour beaucoup l'esprit et la passion de ce club.

## Carrière de joueur
- - 1967 :  Héricourt
- 1967-1973 :  FC Sochaux-Montbéliard[1]

## Carrière d'entraîneur
- Entraîneur adjoint en 1988 au FC Sochaux-Montbéliard.
- Entraîneur des gardiens de l'équipe pro.
- 2007-2008 : Entraîneur des gardiens du centre de formation du FC Sochaux-Montbéliard.